# Tuulikki Pyykkönen
Sisko Tuulikki Pyykkönen (* 25. November 1963 in Puolanka) ist eine ehemalige finnische Skilangläuferin.

## Werdegang
Pyykkönen, die für den Puolangan Ryhti startete, hatte ihren ersten internationalen Erfolg bei den Junioren-Skiweltmeisterschaften 1982 in Murau. Dort holte sie die Silbermedaille mit der Staffel. Ihr erstes Weltcuprennen absolvierte sie im März 1984 in Lahti, das sie auf dem 42. Platz über 5 km beendete. In der Saison 1986/87 errang sie in Lahti mit dem dritten Platz mit der Staffel und in Oslo den zweiten Rang mit der Staffel ihre ersten Podestplatzierungen im Weltcup. Bei den nordischen Skiweltmeisterschaften 1987 in Oberstdorf belegte sie den 12. Platz über 5 km klassisch und holte damit ihre ersten Weltcuppunkte. Im folgenden Jahr kam sie in Calgary bei ihrer ersten Olympiateilnahme auf den 29. Platz über 10 km klassisch und auf den 12. Rang über 5 km klassisch. Bei den nordischen Skiweltmeisterschaften 1989 in Lahti lief sie auf den 17. Platz über 10 km Freistil, auf den siebten Rang über 10 km klassisch und auf den sechsten Platz über 15 km klassisch. In der Saison 1989/90 kam sie im Weltcup dreimal unter die ersten Zehn. Dabei erreichte sie in Soldier Hollow mit dem zweiten Platz über 5 km klassisch ihre einzige Podestplatzierung im Weltcupeinzel und zum Saisonende mit dem zehnten Platz im Gesamtweltcup ihr bestes Gesamtergebnis. Zudem wurde sie in Lahti, im Val di Fiemme und in Örnsköldsvik jeweils Dritte mit der Staffel. Bei den nordischen Skiweltmeisterschaften im Februar 1991 im Val di Fiemme belegte sie den 12. Platz über 5 km klassisch und den vierten Rang mit der Staffel. Im folgenden Jahr siegte sie in Kawgolowo mit der Staffel und errang bei den Olympischen Winterspielen in Albertville den 33. Platz in der Verfolgung und den 29. Platz über 5 km klassisch. In der Saison 1992/93 erreichte sie mit sieben Platzierungen in den Punkterängen den 22. Platz im Gesamtweltcup. Beim Saisonhöhepunkt, nordischen Skiweltmeisterschaften 1993 in Falun, lief sie jeweils auf den 13. Platz über 5 km klassisch und 15 km klassisch und auf den vierten Rang mit der Staffel. Zudem wurde sie im Dezember 1992 im Val di Fiemme Dritte mit der Staffel. In der folgenden Saison kam sie in Lahti auf den dritten Platz mit der Staffel und Santa Caterina auf den zweiten Rang mit der Staffel. Bei den Olympischen Winterspielen 1994 in Lillehammer errang sie den 18. Platz über 5 km klassisch.
In der Saison 1994/95 und 1995/96 erreichte Pyykkönen mit jeweils drei Top-Zehn-Platzierungen den 19. Platz und den 21. Platz im Gesamtweltcup. Bei den nordischen Skiweltmeisterschaften 1995 in Thunder Bay belegte sie den 34. Platz über 5 km klassisch, den 11. Rang über 15 km klassisch und den sechsten Platz mit der Staffel. Im März 1996 errang sie in Oslo und im März 1997 in Falun jeweils den dritten Platz mit der Staffel. Ihren größten internationalen Erfolg hatte sie bei den nordischen Skiweltmeisterschaften 1997 in Trondheim. Dort gewann sie die Bronzemedaille mit der Staffel. Zudem kam sie dort auf den 19. Platz über 5 km klassisch. In ihrer letzten aktiven Saison 1997/98 erreichte sie mit drei Ergebnissen in den Punkterängen, den 34. Platz im Gesamtweltcup und den 30. Platz im Sprintweltcup. Bei den Olympischen Winterspielen im Februar 1998 in Nagano belegte sie den 17. Platz über 5 km klassisch, den 12. Rang über 15 km klassisch und den siebten Platz mit der Staffel.

## Teilnahmen an Weltmeisterschaften und Olympischen Winterspielen

### Olympische Spiele
- 1988 Calgary: 12. Platz 5 km klassisch, 13. Platz 10 km klassisch
- 1992 Albertville: 29. Platz 5 km klassisch, 33. Platz 10 km Verfolgung
- 1994 Lillehammer: 18. Platz 5 km klassisch
- 1998 Nagano: 7. Platz Staffel, 12. Platz 15 km klassisch, 17. Platz 5 km klassisch

### Nordische Skiweltmeisterschaften
- 1987 Oberstdorf: 12. Platz 5 km klassisch
- 1989 Lahti: 6. Platz 15 km klassisch, 7. Platz 10 km klassisch, 17. Platz 10 km Freistil
- 1991 Val di Fiemme: 4. Platz Staffel, 12. Platz 5 km klassisch
- 1993 Falun: 4. Platz Staffel, 13. Platz 5 km klassisch, 13. Platz 15 km klassisch
- 1995 Thunder Bay: 6. Platz Staffel, 11. Platz 15 km klassisch, 34. Platz 5 km klassisch
- 1997 Trondheim: 3. Platz Staffel, 19. Platz 5 km klassisch

## Platzierungen im Weltcup

### Weltcupsiege im Team
| Nr. | Datum          | Ort       | Disziplin          |
| --- | -------------- | --------- | ------------------ |
| 1.  | 5. Januar 1992 | Kawgolowo | 4 × 5 km Staffel 1 |

### Weltcup-Statistik
Die Tabelle zeigt die erreichten Platzierungen im Einzelnen.
- 1.–3. Platz: Anzahl der Podiumsplatzierungen
- Top 10: Anzahl der Platzierungen unter den ersten zehn
- Punkteränge: Anzahl der Platzierungen innerhalb der Punkteränge
- Starts: Anzahl gelaufener Rennen in der jeweiligen Disziplin
- Hinweis: Bei den Distanzrennen erfolgt die Einordnung gemäß FIS.

| Platzierung         | Distanzrennen a | Distanzrennen a | Distanzrennen a | Distanzrennen a | Distanzrennen a | Skiathlon Verfolgung | Sprint | Etappen- rennen b | Gesamt | Team c | Team c  |
| Platzierung         | ≤ 5 km          | ≤ 10 km         | ≤ 15 km         | ≤ 30 km         | > 30 km         | Skiathlon Verfolgung | Sprint | Etappen- rennen b | Gesamt | Sprint | Staffel |
| ------------------- | --------------- | --------------- | --------------- | --------------- | --------------- | -------------------- | ------ | ----------------- | ------ | ------ | ------- |
| 1. Platz            |                 |                 |                 |                 |                 |                      |        |                   |        |        | 1       |
| 2. Platz            | 1               |                 |                 |                 |                 |                      |        |                   | 1      |        | 3       |
| 3. Platz            |                 |                 |                 |                 |                 |                      |        |                   |        |        | 7       |
| Top 10              | 5               | 8               | 3               |                 |                 |                      |        |                   | 16     | 1      | 24      |
| Punkteränge         | 18              | 16              | 9               | 1               |                 | 4                    | 1      |                   | 49     | 1      | 24      |
| Starts              | 32              | 22              | 13              | 3               |                 | 8                    | 2      |                   | 80     | 1      | 24      |
| Stand: Karriereende |                 |                 |                 |                 |                 |                      |        |                   |        |        |         |

### Weltcup-Gesamtplatzierungen
| Saison  | Gesamt | Gesamt | Langdistanz | Langdistanz | Sprint | Sprint |
| Saison  | Punkte | Platz  | Punkte      | Platz       | Punkte | Platz  |
| ------- | ------ | ------ | ----------- | ----------- | ------ | ------ |
| 1986/87 | 4      | 46.    | –           | –           | –      | –      |
| 1987/88 | 7      | 41.    | –           | –           | –      | –      |
| 1988/89 | 23     | 21.    | –           | –           | –      | –      |
| 1989/90 | 47     | 10.    | –           | –           | –      | –      |
| 1990/91 | 7      | 33.    | –           | –           | –      | –      |
| 1991/92 | 7      | 35.    | –           | –           | –      | –      |
| 1992/93 | 137    | 22.    | –           | –           | –      | –      |
| 1993/94 | 95     | 25.    | –           | –           | –      | –      |
| 1994/95 | 167    | 19.    | –           | –           | –      | –      |
| 1995/96 | 147    | 21.    | –           | –           | –      | –      |
| 1996/97 | 81     | 28.    | 26          | 27.         | 43     | 32.    |
| 1997/98 | 57     | 34.    | –           | –           | 57     | 30.    |